# الکساندرا گلاگولووا-آرکادیوا

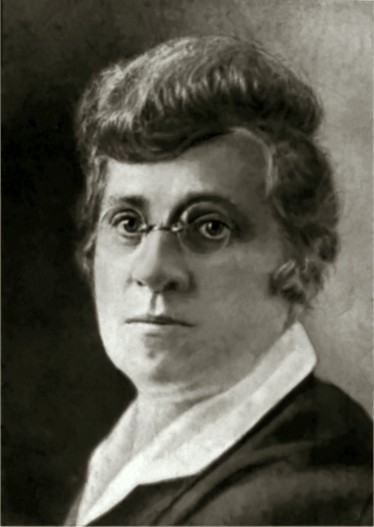
الکساندرا گلاگولووا-آرکادیوا

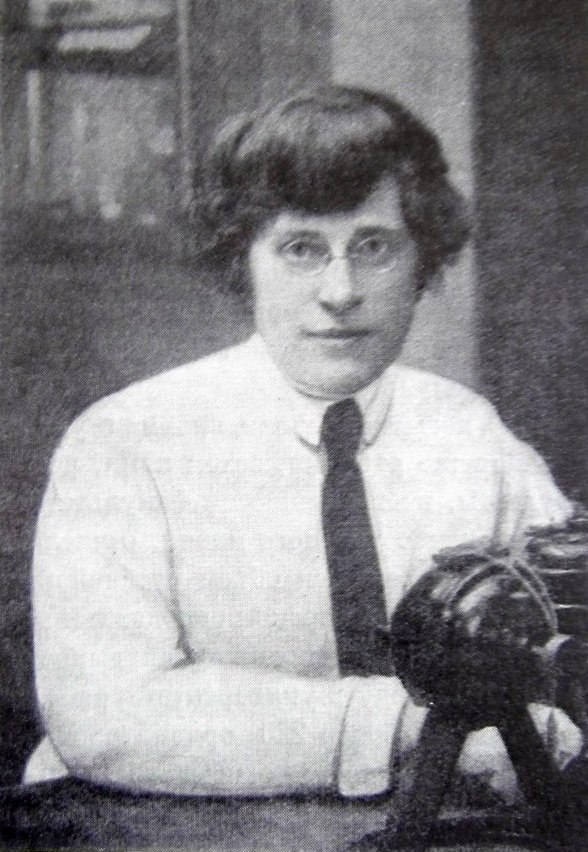
گلاگولووا-آرکادیوا در دهه ۱۹۲۰

الکساندرا آندریونا گلاگولووا-آرکادیوا (روسی: Александра Андреевна Глаголева-Аркадьева؛ ۲۸ فوریه ۱۸۸۴–۳۰ اکتبر ۱۹۴۵)  فیزیکدان روسی و شوروی بود که به دلیل تحقیقاتش بر روی تصویربرداری پزشکی با استفاده از اشعه ایکس، مکانیسم‌هایی برای تولید امواج مایکروویو و طیف‌سنجی در مناطق مادون قرمز دور طیف الکترومغناطیسی شهرت داشت. او اولین زن روسی بود که به دلیل تحقیقات فیزیکش در سطح بین‌المللی شناخته شد.

## زندگی و شغل
گلاگولووا در سال ۱۸۸۴ در امپراتوری روسیه به دنیا آمد و در مدرسه راهنمایی در تولا، شهری صنعتی در جنوب مسکو تحصیل کرد. او از سال ۱۹۰۰ تا ۱۹۰۶ به عنوان معلم مدرسه در کشور کار کرد، سپس فیزیک و ریاضیات را نزد الکساندر الکساندرویچ آیکنوالد و نیکولای اوموف در دوره‌های عالی زنان مسکو خواند. 
پس از پایان تحصیلات خود در آنجا در سال ۱۹۱۰، دستیار دوره‌های عالی شد.  در سال ۱۹۱۱، زنان در روسیه از حق شرکت در امتحانات دولتی برای تبدیل شدن به استاد دانشگاه برخوردار شدند. گلاگولووا در سال ۱۹۱۴،  و در سال ۱۹۱۷ دستیار فیزیک در دانشگاه دولتی مسکو شد،  که همسرش ولادیمیر آرکادیف نیز در آنجا کار می‌کرد.  در سال ۱۹۱۹ او به آزمایشگاه تازه تأسیس او در زمینه الکترومغناطیس پیوست و بعداً آزمایشگاه را رهبری کرد.  او همچنین به کار در دانشگاه دولتی دوم مسکو ادامه داد که این دانشگاه به عنوان ادامه دوره‌های عالی در سال ۱۹۱۸ در طول انقلاب روسیه تأسیس شد. 
در دانشگاه دولتی مسکو، او در سال ۱۹۳۲ رئیس بخش فیزیک کاربردی برای علوم طبیعی شد. در سال ۱۹۳۳ به عضویت کامل مؤسسه تحقیقاتی فیزیک دانشگاه دولتی مسکو درآمد و در سال ۱۹۳۵ موفق به دریافت درجه دکترا (بر اساس کارهای گذشته، بدون پایان‌نامه) شد  او همچنین سرپرستی گروه آموزشی مؤسسه پزشکی دانشگاه دوم را بر عهده داشت. او در سال ۱۹۳۷ به دلایل پزشکی از این سمت بازنشسته شد،  و از مسئولیت‌های آموزشی و اداری خود در دانشگاه دولتی مسکو در سال ۱۹۳۹ بازنشسته شد.  او در ۳۰ اکتبر ۱۹۴۵ درگذشت. 

## پژوهش
در طول جنگ جهانی اول، گلاگولووا-آرکادیوا تخصص خود را در فیزیک در سازماندهی، طراحی و ساخت یک مرکز اشعه ایکس در بیمارستان دانشگاه و کاربرد آن در یافتن قطعات فلزی و گلوله در سربازان مجروح جنگ به کار برد. او بعداً این مرکز را برای کمک به زایمان تغییر داد و در آن سالها به‌طور منظم در مورد کاربردهای پزشکی اشعه ایکس سخنرانی می‌کرد. 
در اوایل دهه ۱۹۲۰، او کار خود را بر روی تولید امواج مایکروویو با عبور جرقه از براده‌های فلزی که در روغن جاسازی شده بود، آغاز کرد.  این باعث شد که او در اواسط دهه ۱۹۲۰ کل طیف الکترومغناطیسی را در یک زنجیره واحد قرار دهد،  و در اواخر دهه ۱۹۲۰ او در حال مطالعه چگالی توان طیفی تابش حاصل بود. این تحقیق در دهه ۱۹۳۰ در مطالعات او بر روی طیف مادون قرمز دور، با استفاده از توری‌های پراش برای جداسازی انتشار فرکانس‌های مختلف توسعه یافت. موضوع تحقیق نهایی او، در اواخر دهه ۱۹۳۰ و اوایل دهه ۱۹۴۰، مکانیسم انتشار دقیق و حالت‌های ارتعاش فرستنده مایکروویو را که در کار قبلی خود اختراع کرده بود، در نظر گرفت. 